# Gegants d'Ordal
Els Gegants d'Ordal són una parella de gegants del poble d'Ordal, al municipi de Subirats (Alt Penedès). De nom Jordi i Montserrat, representen l'hereu i la pubilla de la masia catalana. Van ser construïts el 1966 al taller El Ingenio de Barcelona, sufragats per subscripció popular i una rifa. Pertanyen a l'Agrupació Folklòrica Gegants d'Ordal. En Jordi pesa 66 quilos i té una alçada de 3,60 metres, mentre que la Montserrat pesa 65 quilos i fa 3,50 metres d'alçada.
Van ser ballats per primer cop el 1966 pels fundadors dels Nans d'Ordal, els primers capgrossos del poble, el diumenge de la festa major, dia 7 d'agost de 1966, a la plaça de l'església, ballant el ball de gala, fent el pregó i el bateig simbòlic. Han participat en molts actes importants al país: Festes de la Mercè, Processó de Corpus de Sarrià, inauguració del Museu Dalí de Figueres, Copa del Món de Futbol de 1982, Trobada Internacional de Matadepera '92.